# محمد علي الصابوني
محمد علي الصابوني (1349- 1442 هـ/ 1930- 2021 م) أحد أبرز علماء أهل السنة والجماعة في العصر الحديث، ومن المتخصِّصين في علم تفسير القرآن، وهو مؤلف كتاب «صفوة التفاسير».
اختارته جائزة دبي الدولية للقرآن الكريم ليكون شخصية العام الإسلامية عام 2007؛ لجهوده في خدمة الدين الإسلامي بكتبه ومؤلفاته ولا سيما تفسير القرآن. شقيقه الشيخ الشاعر محمد ضياء الدين الصابوني.

## مولده ونشأته
وُلد محمد علي بن جميل الصَّابوني في مدينة حلب السورية، عام 1349 هـ الموافق 1930، وتلقّى تعليمه المبكّر على يد والده الشيخ جميل الصَّابوني أحد كبار علماء مدينة حلب، فحفظ القرآن في الكُتّاب وأكمل حفظه وهو في المرحلة الثانوية، وتعلّم علوم اللغة العربية والفرائض وعلوم الدين، كما تتلمذ على يد الشيخ محمد نجيب سراج، وأحمد الشماع ومحمد سعيد الإدلبي ومحمد راغب الطباخ ومحمد نجيب خياطة وغيرهم من العلماء.

## تعليمه
تلقى تعليمه الابتدائي في المدارس الثانوية في حلب، والتحق في المرحلة الإعدادية والثانوية بمدرسة التجارة، ولكنه لم يستمر بدراسته فيها، حيث التحق بالثانوية الشرعية في حلب والتي كانت تُعرَف باسم «الخسروية» فتخرج منها عام 1949، والتي درس فيها كلّ من التفسير والحديث والفقه وغيرها، بالإضافة إلى الكيمياء والفيزياء وغيرها من العلوم. بعد ذلك ابتعثته وزارة الأوقاف السورية إلى الأزهر الشريف بالقاهرة على نفقتها للدراسة، فحصل على شهادة كلية الشريعة منها عام 1952، ثم أتمّ دراسة التخصص بحصوله على شهادة العالمية في القضاء الشرعي عام 1954.

## الحياة العلمية

محمد علي الصابوني في شبابه

بعد أن أنهى دراسته في الأزهر، عاد إلى سوريا ليعمل أستاذاً لمادة الثقافة الإسلامية في ثانويات حلب، وبقي في مهنة التدريس حتى عام 1962. بعد ذلك انتدب إلى المملكة العربية السعودية لكي يعمل أستاذاً مُعاراً من قِبل وزارة التربية والتعليم السورية وذلك للتدريس بكلية الشريعة والدراسات الإسلامية، وكلية التربية بالجامعة بمكة المكرمة، فقام بالتدريس فيها لمدة اقتربت من الثلاثين عامًا. قامت بعدها جامعة أم القرى بتعيينه باحثاً علمياً في مركز البحث العلمي وإحياء التراث الإسلامي. قام بعد ذلك بالعمل في رابطة العالم الإسلامي مستشاراً في هيئة الإعجاز العلمي في القرآن والسنة، ومكث فيها عدة سنوات.
للشيخ نشاط علمي واسع، فقد كان له درس يومي في المسجد الحرام بمكة المكرمة يقعد فيه للإفتاء في المواسم، كما كان له درس أسبوعي في التفسير في أحد مساجد مدينة جدة امتد لفترة ما يقارب الثماني سنوات فسّر خلالها لطلاب العلم أكثر من ثلثي القرآن الكريم، وهي مسجلة على أشرطة كاسيت، كما قام الشيخ بتصوير أكثر من ستمائة حلقة لبرنامج تفسير القرآن الكريم كاملاً ليعرض في التلفاز، وقد استغرق هذا العمل زهاء السنتين، وقد أتمه نهاية عام 1419 هـ.

## مؤلفاته
ألّفَ عدداً من الكتب في عددٍ من العلوم الشرعية والعربية، وقد ترجمت مؤلفاته إلى عدد من اللغات الأجنبية مثل الإنجليزية والفرنسية والتركية، من هذه الكتب:
1. صفوة التفاسير، وهو أشهر كُتُبه.
2. المواريث في الشريعة الإسلامية.
3. من كنوز السّنّة.
4. روائع البيان في تفسير آيات الأحكام.
5. قبس من نور القرآن الكريم.
6. السنة النبوية قسم من الوحي الإلهي المنزّل.
7. موسوعة الفقه الشرعي الميسر (سلسلة التفقه في الدين).
8. الزواج الإسلامي المبكر سعادة وحصانة.
9. التفسير الواضح الميسر.
10. الهدي النبوي الصحيح في صلاة التراويح.
11. إيجاز البيان في سور القرآن.
12. موقف الشريعة الغرّاء من نكاح المتعة.
13. حركة الأرض ودورانها حقيقة علمية أثبتها القرآن.
14. التبيان في علوم القرآن.
15. عقيدة أهل السنة في ميزان الشرع.
16. النبوة والأنبياء.
17. رسالة الصلاة.
18. المهدي وأشراط الساعة.
19. المقتطف من عيون الشعر.
20. كشف الافتراءات في رسالة التنبيهات حول صفوة التفاسير.
21. درة التفاسير (على هامش المصحف).
22. جريمة الربا أخطر الجرائم الدينية والاجتماعية.
23. التبصير بما في رسائل بكر أبو زيد من التزوير.
24. شرح رياض الصالحين.
25. شبهات وأباطيل حول تعدد زوجات الرسول.
26. رسالة في حكم التصوير.
27. معاني القرآن (للنحاس).
28. المقتطف من عيون التفاسير (للمنصوري).
29. مختصر تفسير ابن كثير.
30. مختصر تفسير الطبري.
31. تنوير الأذهان من تفسير روح البيان (للبروسوي).
32. المنتقى المختار من كتاب الأذكار (للنووي).
33. فتح الرحمن بكشف ما يلتبس في القرآن (للأنصاري).

## وفاته
توفي يوم الجمعة 19 مارس 2021 ميلاديًّا، الموافق 6 شعبان 1442 هجريًّا، في مدينة يالوفا التركية عن عمر ناهز الحادية والتسعين. وصُلّي عليه صلاة الجنازة في إسطنبول، ودفن هناك في مقبرة مركز أفندي، قريباً من قبر نجم الدين أربكان.

صلاة الجنازة على الصابوني في إسطنبول